# Kollumerland en Nieuwkruisland
Kollumerland c.a. (tên đầy đủ Kollumerland en Nieuwkruisland ((phát âmⓘ) là một đô thị ở phía bắc Hà Lan, ở tỉnh Friesland.

## Các trung tâm dân cư
Augsbuurt, Burum, Kollum, Kollumerpomp, Kollumerzwaag, Munnekezijl, Oudwoude, Triemen, Veenklooster, Warfstermolen, Westergeest và Zwagerbosch.